# Audi R18 Ultra
Pour les articles homonymes, voir R18.
L'Audi R18 Ultra est une voiture d'endurance automobile, issue de l'Audi R18 TDI, appartenant à la catégorie des Sport-Prototypes et courant en Championnat du monde d'endurance FIA en catégorie LMP1. Le carter de la boîte de vitesses de l'Audi R18 Ultra est en fibre de carbone.

## Pilotes
Les deux équipages sont :
- Audi R18 Ultra n°3 Romain Dumas-Loïc Duval-Marc Gene
- Audi R18 Ultra n°4 Oliver Jarvis-Marco Bonanomi-Mike Rockenfeller

## 6 Heures de Spa 2012
| Pos | Cat  | n° | Équipe                   | Pilotes                           | Châssis                         | Pneus | Tours |
| Pos | Cat  | n° | Équipe                   | Pilotes                           | Moteur                          | Pneus | Tours |
| --- | ---- | -- | ------------------------ | --------------------------------- | ------------------------------- | ----- | ----- |
| 1   | LMP1 | 3  | Audi Sport Team Joest    | Romain Dumas Loïc Duval Marc Gene | Audi R18 ultra                  | M     | 160   |
| 1   | LMP1 | 3  | Audi Sport Team Joest    | Romain Dumas Loïc Duval Marc Gene | Audi TDI 3.7L Turbo V6 (Diesel) | M     | 160   |
| 3   | LMP1 | 4  | Audi Sport North America | Oliver Jarvis Marco Bonanomi      | Audi R18 ultra                  | M     | 159   |
| 3   | LMP1 | 4  | Audi Sport North America | Oliver Jarvis Marco Bonanomi      | Audi TDI 3.7L Turbo V6 (Diesel) | M     | 159   |